# 橋本宇一
橋本 宇一（はしもと ういち、明治30年（1897年）7月4日 - 昭和61年（1986年）11月29日）は、日本の金属工学者。理学博士。科学技術庁金属材料技術研究所長や、多賀工業専門学校長、日本機械学会会長を務めた。東京市渋谷区出身。
大日本麦酒（現・サッポロビール）の常務を務めた橋本卯太郎の長男で、内閣総理大臣を務めた橋本龍太郎の伯父にあたる。

## 略歴
- 1897年 7月4日 - 日本麦酒社員・橋本卯太郎、マツの長男として生まれる。
- 1919年 - 東京高等工藝学校機械科卒業、更に東北帝国大学物理科で学ぶ。
- 1923年 - 東京高等工藝学校（現･千葉大学工学部）助教授。
- 1926年 - 金属材料研究のためドイツ、アメリカに留学。
- 1929年 - 東京高等工藝学校教授。
- 1941年 - 東大講師。
- 1944年 - 戦時研究員鋼ダイカストに関する主任研究員。
- 1945年 - 多賀工業専門学校長。
- 1946年 - 理化学研究所嘱託。
- 1949年 - 東大講師、東京都立工業奨励館長、金属表面技術協会理事。
- 1956年 - 科学技術庁金属材料技術研究所長。
- 1957年 - 日本機械学会会長。

## 人物
宗教はキリスト教。趣味は登山、スキー。東京都渋谷区景丘町に居住した。

## 家族・親族

### 橋本家
（岡山県総社市、東京都渋谷区）
実家
- 父・卯太郎（実業家・大日本麦酒の元常務）

岡山県吉備郡秦村（現総社市）出身。

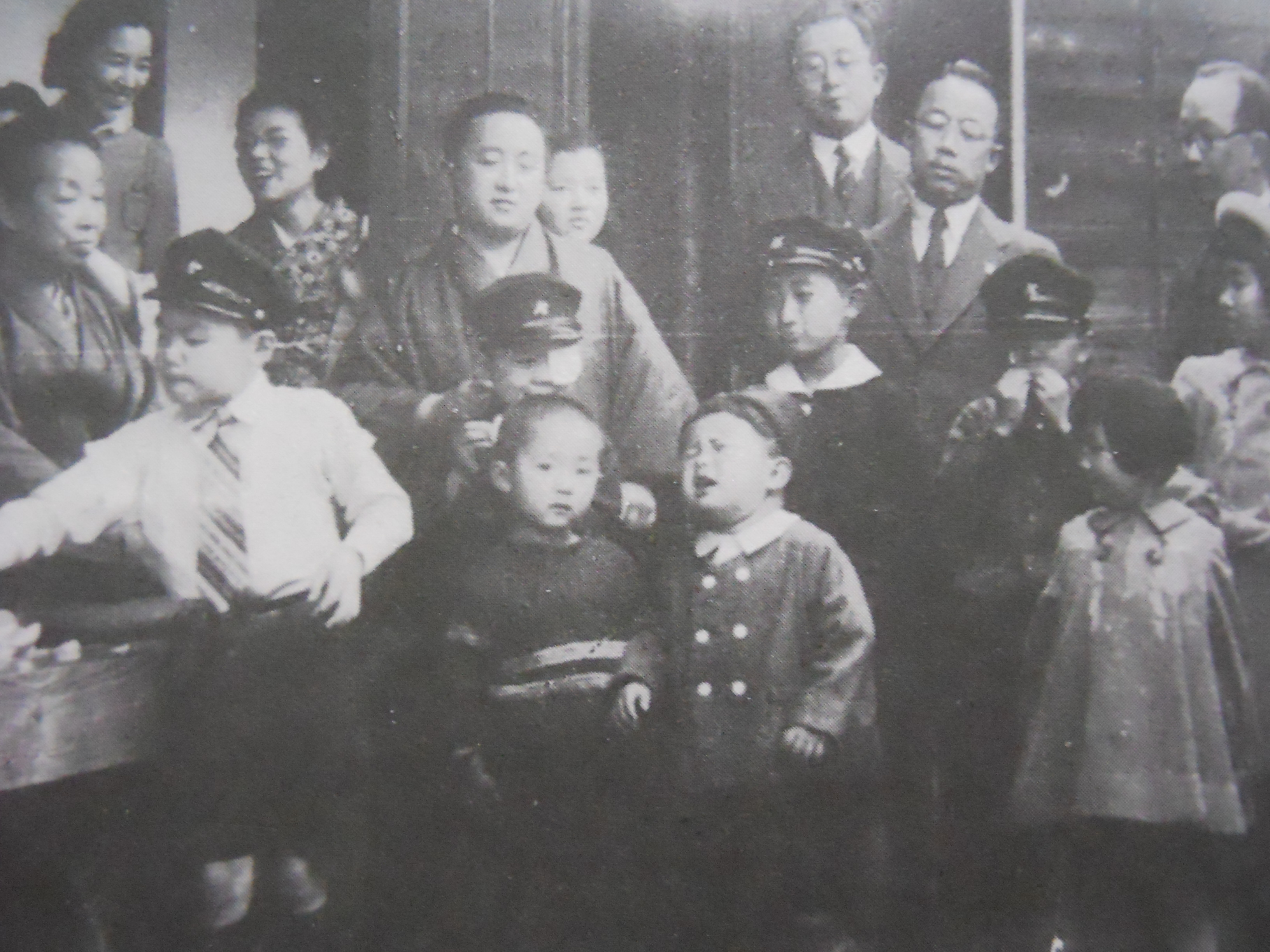
橋本家の人々、昭和16年撮影

- 母・マツ（熊本県、軍人石光真清､陸軍中将石光真臣の妹、陸軍主計総監男爵野田豁通の姪）

石光家は旧藩時代、熊本藩主細川家に仕えた武家だった。石光家の身分は軽かったが、細川家が肥後入国の時からお供をした家柄であり、代々殿のお側に奉仕していたから特別の取り扱いを受けていた
- 弟

宙二（軍人、実業家）
乾三（検事）
龍伍（官僚､政治家）
虎六（薬理学者）
自家
- 妻・静恵（静岡県、石原宗三郎の長女）
- 長男・鐡司
- 長女・銀子（夫は石田馨の長男）
- 二女・真理子（夫は神保小虎の孫）
- 三女・和子（夫は東京工業大学名誉教授の宗宮重行）